# Monsieur Parent (recueil)
Pour la nouvelle, voir Monsieur Parent.
Monsieur Parent est un recueil de nouvelles de Guy de Maupassant, paru en 1885 chez l'éditeur Paul Ollendorff.

## Historique
La plupart des contes ont fait l'objet d'une publication antérieure dans des journaux comme Gil Blas durant l'année 1885.

## Nouvelles
Le recueil est composé des dix-sept nouvelles suivantes :
- Monsieur Parent (inédite)
- La Bête à Maît' Belhomme (1885)
- À vendre (1885)
- L'Inconnue (1885)
- La Confidence (1885)
- Le Baptême (1885)
- Imprudence (1885)
- Un fou (1885)
- Tribunaux rustiques (1884)
- L'Épingle (1885)
- Les Bécasses (1885)
- En wagon (1885)
- Ça ira (1885)
- Découverte (1884)
- Solitude (1884)
- Au bord du lit (1883)
- Petit Soldat (1885)